# Capilla de San Ignacio de Loyola
La Capilla de San Ignacio de Loyola es una capilla de San Ignacio de La Cocha, Tucumán, Argentina. Fue construida por la Compañía de Jesús de forma continua al cementerio de la localidad. Actualmente es un sitio turístico de la Ruta de la Fe y el Camino de los Jesuitas.

## Historia
La capilla fue construida en 1757 por la Compañía de Jesús, la cual además poseía la estancia jesuítica de La Banda y un convento y colegio en Lules, entre otros inmuebles. En un principio, la capilla estaba enmarcada dentro de una estancia productora de manufactura, ganadería y agricultura, que abastecía al Colegio Seminario de Santa Catalina ubicado en Santiago del Estero. De la misma manera que muchas estancias jesuitas, estaba construida en una elevación del terreno y rodeada por un camposanto que la ubica al centro de este. En este lugar también se plantó caña de azúcar, introducida por los jesuitas en 1600 en la Reducción de Lules por sus ventajas climáticas para su plantación.
En 1767 los jesuitas fueron expulsados de Tucumán, al igual que de toda Hispanoamérica. Por ello, todos los templos, como la capilla de La Cocha, fueron embargados por la corona española. En 1875 el edificio fue adquirido por el estado nacional argentino y en 1941 fue declarado monumento histórico nacional.